# Lakewood (Ohio)
Lakewood é uma cidade localizada no estado norte-americano do Ohio, no condado de Cuyahoga.

## Geografia
De acordo com o Departamento do Censo dos Estados Unidos, a cidade tem uma área de 17,3 km², dos quais 14,3 km² estão cobertos por terra e 3 km² por água.

### Localidades na vizinhança
O diagrama seguinte representa as localidades num raio de 12 km ao redor de Lakewood.

## Demografia
Segundo o censo nacional de 2010, a sua população é de 52 131 habitantes e sua densidade populacional é de 3 006,4 hab/km². É a localidade mais densamente povoada do Ohio. Possui 28 498 residências que resulta em uma densidade de 1 989,7 residências/km².

## Marcos históricos
A relação a seguir lista as 14 entradas do Registro Nacional de Lugares Históricos em Lakewood. O primeiro marco foi designado em 23 de fevereiro de 1973 e o mais recente em 18 de junho de 2021.
- Birdtown Historic District
- Clifton Park Lakefront District
- Clifton Park South Historic District
- Detroit Avenue Bridge
- Detroit-Warren Building
- Downtown Lakewood Historic District
- Erastus Day House
- Harvey Hackenberg House
- Homestead Theatre Block
- James Nicholson House
- John Honam House
- Lakewood Downtown Historic District
- Reidy Bros. & Flanigan Building
- Westerly Apartments